# La Vespière
La Vespière é uma ex-comuna francesa na região administrativa da Normandia, no departamento de Calvados. Estendeu-se por uma área de 8,66 km². Em 2010 a comuna tinha 1 211 habitantes (densidade: 139,8 hab./km²).
Em 1 de janeiro de 2017 foi fundida com a comuna de Friardel para a criação da nova comuna de La Vespière-Friardel.